# سيف سلمان
سيف المحمداوي وهو لاعب كرة قدم عراقي بمركز الوسط ولد في 1 تموز 1989 في بغداد في العراق، لعب مع المنتخب العراقي للشباب في كأس أمم آسيا للشباب 2012 وحقق معه المركز الثاني وفي كأس العالم للشباب 2013 وحقق معه المرتبة الرابعة بدأ اللعب مع نادي الصناعة العراقي ثم انتقل إلى نادي دهوك العراقي وقد مثل نادي أربيل العراقي وانتقل بعدها إلى نادي الاتحاد السعودي و بعدها إلى نادي الجوية العراقي.ثم إلى الشرطة ثم إلى دهوك وحاليا مع نادي الديوانية الرياضي.

## روابط خارجية
- سيف سلمان على موقع قاعدة بيانات كرة القدم.إي يو (الإنجليزية)
- سيف سلمان على موقع ناشيونال فوتبول تيمز (الإنجليزية)
- سيف سلمان على موقع Soccerway.com (الإنجليزية)